# Oxygen (film)
Oxygen je slovenski dramski film iz leta 1970 v režiji Matjaža Klopčiča po scenariju Dimitrija Rupla. Dogajanje je postavljeno na osamljeni otok, kjer mladina poskuša doseči zamenjavo oblasti. Film je alegorija na študentske demonstracije v Jugoslaviji leta 1968.

## Igralci
- Stevo Žigon
- Dušica Žegarac
- Dare Ulaga
- Malgorzata Braunek
- Milena Zupančič
- Radko Polič